# Atzara
Atzara es una localidad italiana de la provincia de Nuoro, región de Cerdeña, con 1.238 habitantes.

## Evolución demográfica
| Gráfica de evolución demográfica de Atzara entre 1861 y 2001 |
|                                                              |
| Fuente ISTAT - elaboración gráfica de Wikipedia              |